# ویکتوریا خاچیکیان
ویکتوریا خاچیکیان (ارمنی: Վիկտորյա Խաչիկյան؛  ۱۸۸۴ – ۱۹۵۵) یک بازیگر و رقصنده اهل ارمنستان بود. وی بین سال‌های - تا - میلادی فعالیت می‌کرد.

## زندگی‌نامه
وی در ۱۸۸۴ در کنستانتینوپل به دنیا آمد .  وی در ۱۹۵۵ در سن ۶۸ سالگی درگذشت.